# Hôpital de Malmi
L'hôpital de Malmi (en finnois : Malmin sairaala) est un hôpital du HUS situé dans le quartier de Malmi à Helsinki en Finlande. 

## Présentation
L'hôpital est spécialisé en médecine interne.
Il assure des soins infirmiers, des soins psychiatriques, des soins hospitaliers et dispose d'un service des urgences et d'un service de traitement de la toxicomanie.

## Galerie

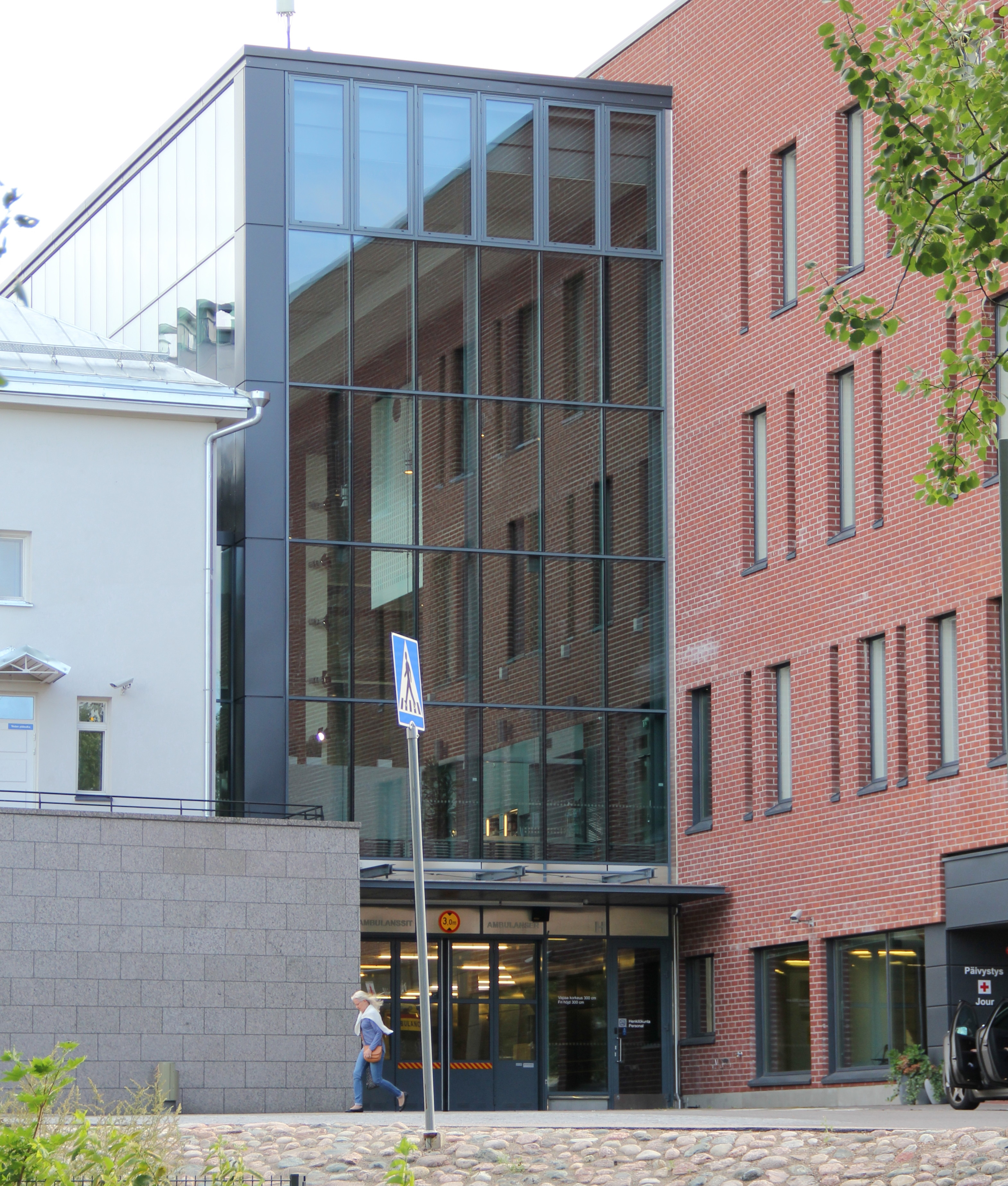
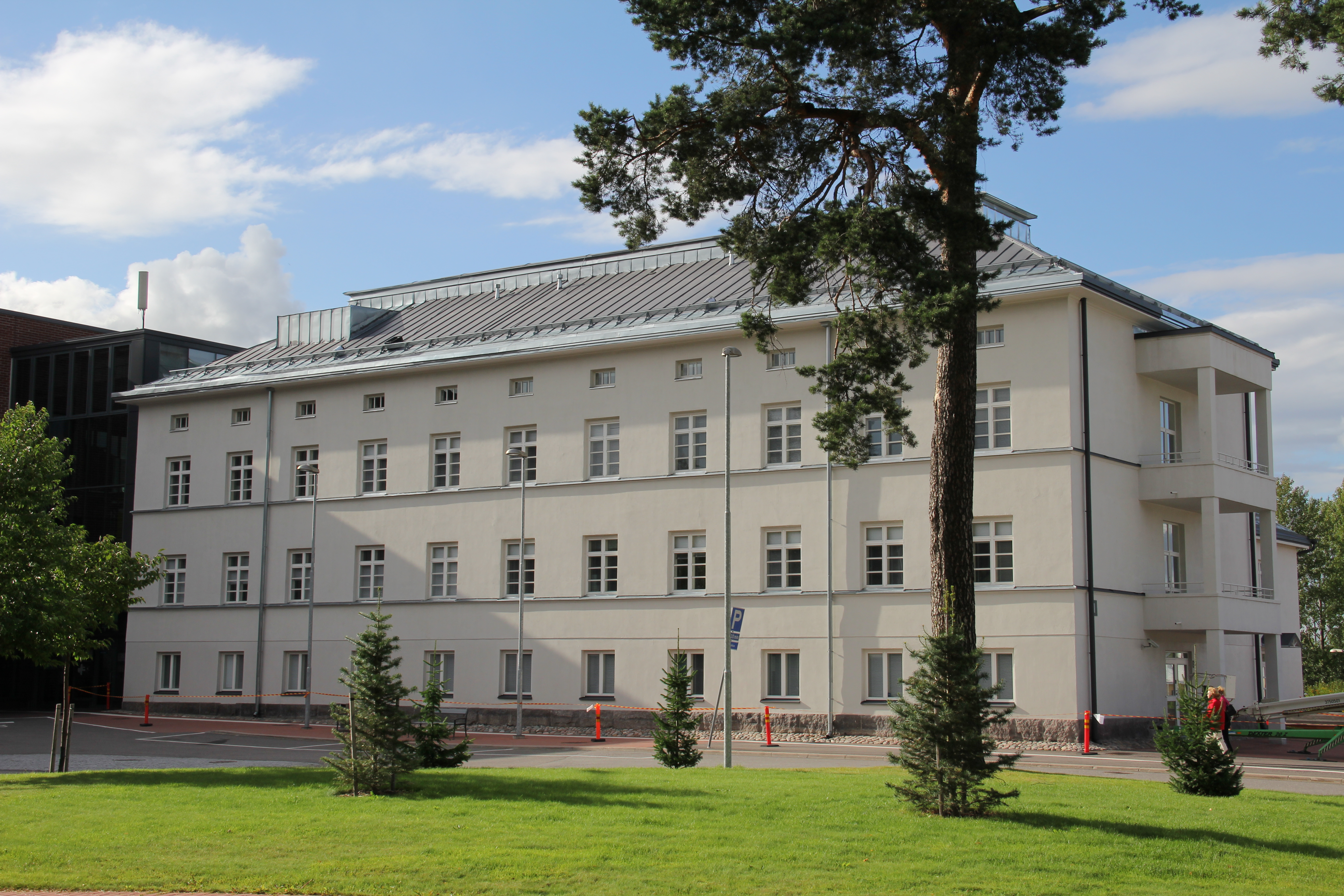
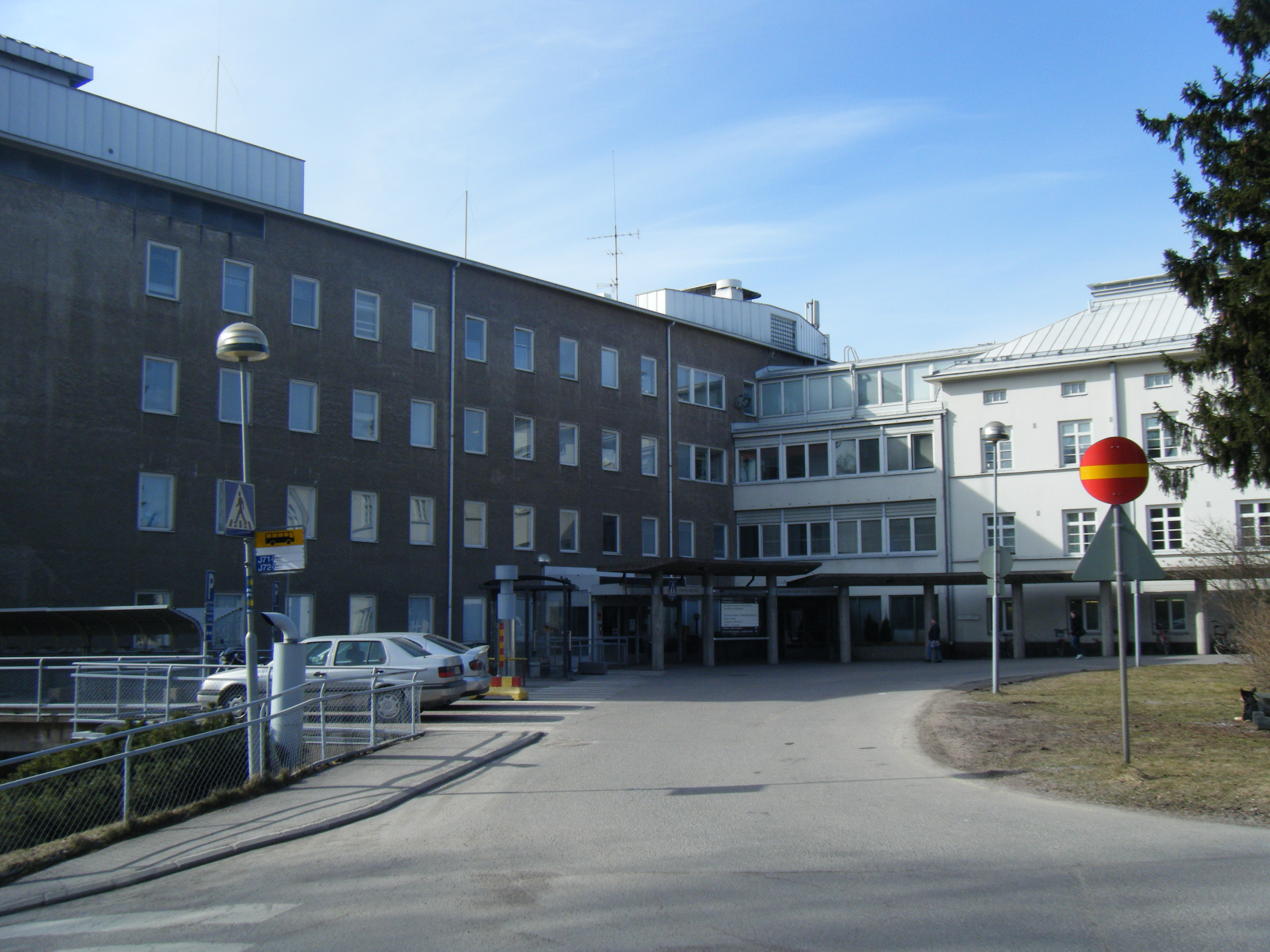
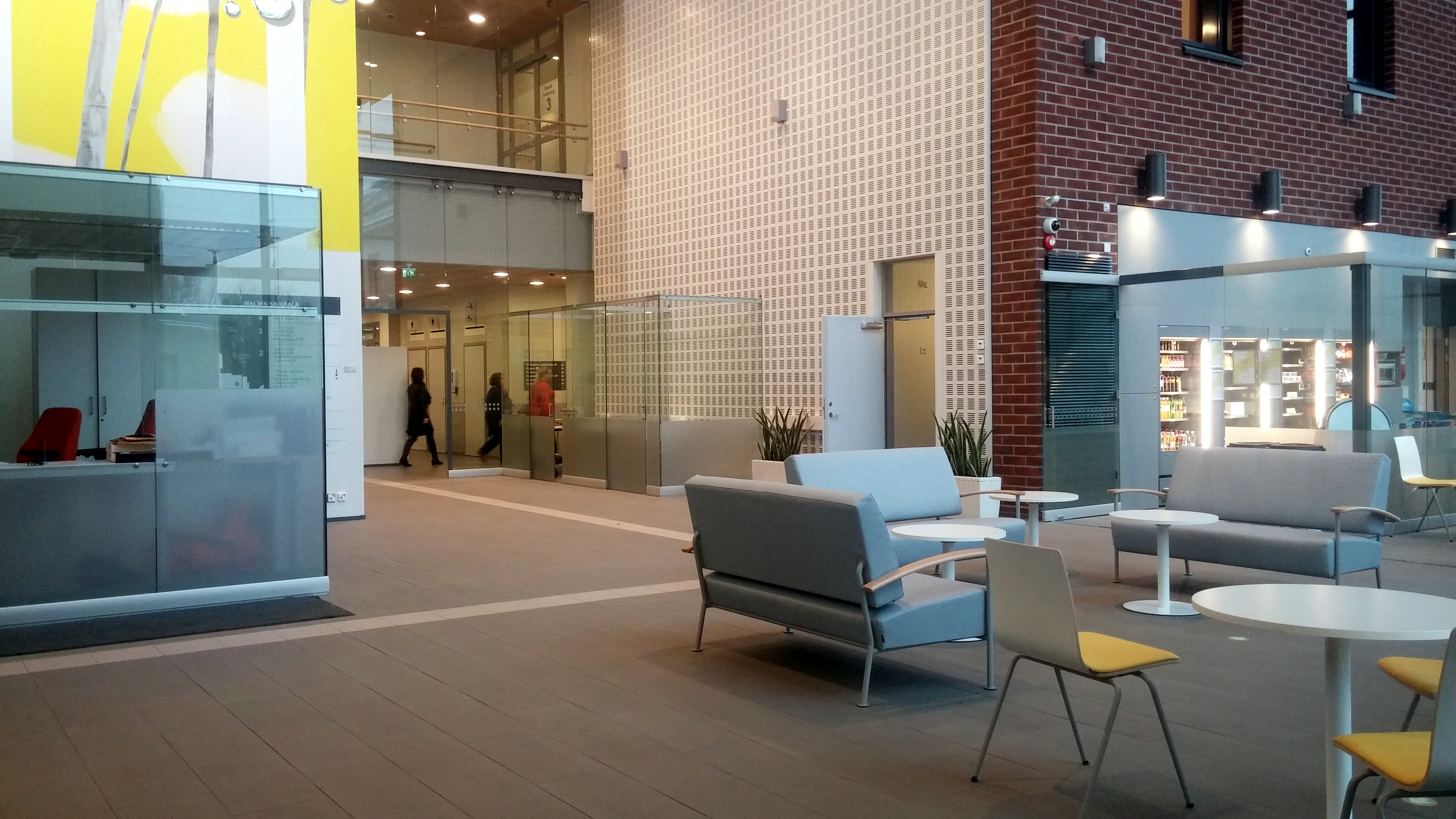